# Rhönbussard
Der Rhönbussard ist ein einsitziges Segelflugzeug des Konstrukteurs Hans Jacobs. Der Serienbau erfolgte bei Alexander Schleicher Segelflugzeugbau in Poppenhausen.

## Geschichte
Der Rhönbussard war eine Auftragsarbeit von Alexander Schleicher, die der eigentlich bei der Rhön-Rossitten-Gesellschaft angestellte Ingenieur Hans Jacobs in Heimarbeit konstruierte. Mit dem Rhönbussard sollte ein einfach herzustellender Übungssegler die Marktlücke zwischen Schulgleitern und Leistungssegelflugzeugen, wie dem im Jahr zuvor durch Jacobs konstruierten Rhönadler, schließen.
Die Aufnahme der Serienfertigung erfolgte Ende des Jahres 1933 durch Schleicher in Poppenhausen und später in Lizenz beim Flugzeugbau Trommer in Markranstädt bei Leipzig. Zahlreiche Fliegergruppen und einige Ingenieurschulen bauten Einzelexemplare oder Kleinserien in Eigenregie, sodass die Gesamtzahl der fertiggestellten Flugzeuge nur schwer erfassbar ist. Der beispielsweise auch vom Österreichischen Aero-Club in 15 Exemplaren gebaute Rhönbussard wurde auch im Ausland zum gefragten Flugzeugmuster und unter anderem in England, Rumänien, Finnland, Litauen, der Schweiz, den Niederlanden und Argentinien geflogen.
Bereits im Jahr des Erstflugs nahm ein Rhönbussard mit Pilot Erich Wiegmeyer am Rhönwettbewerb teil und belegte Platz 12. In den Folgejahren war das Muster ein beliebtes Übungs-, Kunstflug- und Wettbewerbsflugzeug.

## Konstruktion
Wie die Vorgängerkonstruktion Rhönadler wurde der Rhönbussard als freitragender Hochdecker mit zweigeteilten Tragflächen und Torsionsnase entwickelt. Bei der Konstruktion der Tragflächen in Rippenbauweise mit 30 cm Rippenabstand wurde das Profil Gö 535 verwendet, am Flächenende das Gö 409. Die Tragfläche hatte ursprünglich keine Bremsklappen, diese wurden später vereinzelt in unterschiedlichen Ausführungen nachgerüstet.
Der offene Führersitz ist in einem Rumpf mit ovalem Querschnitt untergebracht. Beim in Kreuzkonfiguration ausgelegten Leitwerk sind sowohl Höhen- als auch Seitenruder mit Dämpfungsflächen versehen sowie einem Schleifsporn zur Gewährleistung von genügend Bodenfreiheit bei Start und Landung. Als Landehilfe diente eine Kufe.
Der Rhönbussard war kunstflugtauglich und hat einen Segelflug-Index von 60.

## Technische Daten
| Kenngröße              | Daten                  |
| ---------------------- | ---------------------- |
| Besatzung              | 1                      |
| Länge                  | 5,90 m                 |
| Spannweite             | 14,30 m                |
| Flügelfläche           | 14,10 m²               |
| Flügelstreckung        | 14,5                   |
| Flächenbelastung       | 17,4 kg/m²             |
| Gleitzahl              | 19,8 bei 67,3 km/h     |
| Geringstes Sinken      | 0,88 m/s bei 57,7 km/h |
| Leermasse              | 150 kg                 |
| max. Startmasse        | 245 kg                 |
| Mindestgeschwindigkeit | 50 km/h                |
| Höchstgeschwindigkeit  | 130 km/h               |

## Erhaltene Exemplare
Weniger als ein Dutzend Rhönbussarde sind bis heute in unterschiedlichen Zuständen, flugfähig oder als statisches Ausstellungsstück, erhalten geblieben. Ein 1937 gebauter Rhönbussard wurde 2011 durch das hessische Landesamt für Denkmalpflege zum beweglichen technischen Denkmal erklärt. Er befindet sich im Besitz des Rhönflug Oldtimer-Segelflugclub Wasserkuppe e. V. und wird durch den Verein nach erfolgter Grundüberholung wieder geflogen. Anlässlich des hundertjährigen Jubiläums der Rhön-Segelflugwettbewerbe im Jahr 2020 erhält das Flugzeug das historische Kennzeichen D-Rhönvater. Auf der Wasserkuppe befindet sich zudem ein nicht flugfähiges Exemplar eines Rhönbussards in der Ausstellung des Deutschen Segelflugmuseums mit Modellflug.

## Trivia
- Im NS-Propagandafilm Wunder des Fliegens von 1935 (Regie: Heinz Paul) verunglückt der Protagonist mit einem Rhönbussard bei einem Streckenflug in den Alpen.
- Der Physiker und Segelflieger Joachim P. Küttner flog am 14. September 1937 in einem Rhönbussard von Grunau aus durch die Ausnutzung von Leewellen des Riesengebirges auf 6800 m Höhe.